# Galeus murinus
Galeus murinus és una espècie de peix de la família dels esciliorrínids i de l'ordre dels carcariniformes.

## Morfologia
- Els mascles poden assolir 63 cm de longitud total.[1][2]

## Hàbitat
És un peix marí que viu entre 475-1.200 m de fondària.

## Distribució geogràfica
Es troba a Islàndia i les illes Fèroe.